# Jörg Hartl

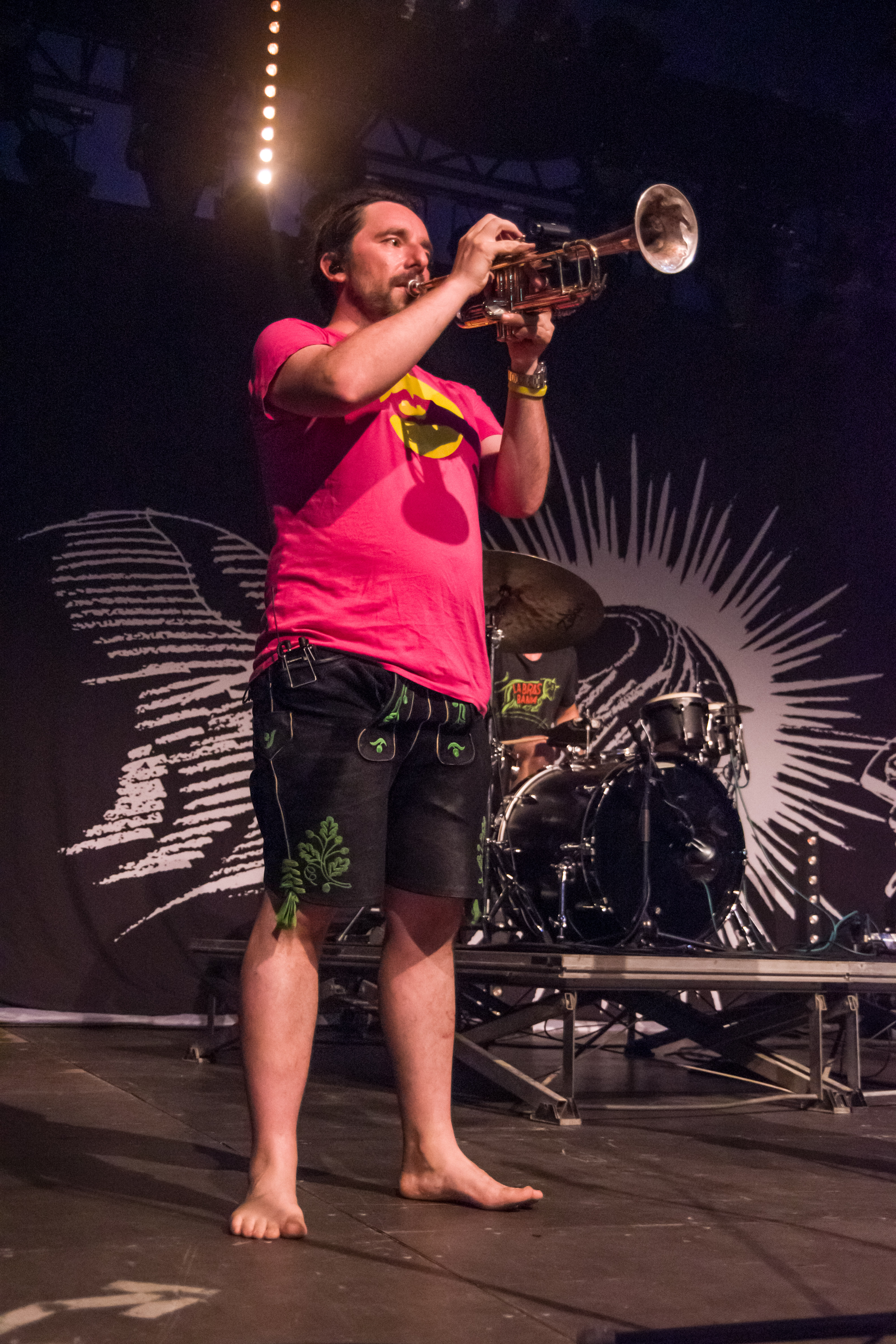
Jörg Hartl bei einem Auftritt von LaBrassBanda.

Jörg Hartl (* 31. Januar 1977 in Regensburg) ist ein deutscher Musiker und Trompeter. Seit 2013 ist er ständiges Mitglied der Blasmusikgruppe LaBrassBanda.

## Werdegang
1997 schloss  Hartl seine Schulzeit mit dem  Abitur am Josef-Effner-Gymnasium in Dachau ab. Seinen Grundwehrdienst leistete er im Luftwaffenmusikkorps I in Neubiberg bei München, wo er Trompete spielte. Als Folge eines gelungenen Auftritts erhielt er die Ehrenmedaille der Bundeswehr und der Luftwaffe für besondere Verdienste.
1999 begann Hartl bei Claus Reichstaller am Richard-Strauss-Konservatorium München Jazztrompete zu studieren. 2006 absolvierte er sein erstes Studium als Diplom-Musiklehrer und erhielt ein Jahr später das Diplom im Fach Jazztrompete.

## Projekte und Schaffen
Als freischaffender Musiker arbeitete Hartl zusammen mit Künstlern  wie Ernst Mosch, Wolfgang Grünbauer Orchester, Heino, Weather Girls, Charito, Jennifer Rush, Nena, David Garrett, Spider Murphy Gang, Original Temptations, Four Tops, Joe Smith, Soulmates oder The Presley Family, aber auch mit klassischen Orchestern wie dem Staatstheater am Gärtnerplatz (München), dem Philharmonischen Orchester Augsburg und dem Theater Ingolstadt.
Hartl gründete 1996 die Bigband Top Ten, 2010 die Bigband Dachau, mit der zwei Alben (2013 und 2016) entstanden, und 2013 das NuJazzorchestra Augsburg.
Daneben lehrt Hartl als Musikdozent, unter anderem an der Knabenkapelle Dachau e.V., und führt gemeinsam mit Korbinian Weber Workshops für Blechblasinstrumente durch.
Die größte Bekanntheit erlangte Jörg Hartl mit der Blasmusikgruppe LaBrassBanda, in welcher er seit 2013 als festes Mitglied spielt und mehrere Alben vorlegte. Er ist auch auf Tonträgern von Stefan Dettl zu hören.

## Veröffentlichung
- Europa in Noten. Für 1-2 Trompeten/Klarinetten/Tenorhörner. Musikstücke aus 35 Ländern, mit Korbinian Weber, Edition Dux, Manching 2022, ISBN 978-3-86849-377-1.

## Trivia
Als Hauptinstrument spielt Hartl eine Bach Stradivarius Modell 190S37.